# Hemerocallis fallaxlittoralis
Hemerocallis fallaxlittoralis är en grästrädsväxtart som beskrevs av Konta och S.Matsumoto. Hemerocallis fallaxlittoralis ingår i släktet dagliljor, och familjen grästrädsväxter. Inga underarter finns listade i Catalogue of Life.